# Звезда је рођена (филм из 1937)
Звезда је рођена (енгл. A Star Is Born) је филмска романтична драма из 1937. режисера Вилијама А. Велмана са Џенет Гејнор и Фредриком Марчом у главним улогама.

## Улоге
| Глумац          | Улога                    |
| --------------- | ------------------------ |
| Џенет Гејнор    | Вики Лестер              |
| Фредрик Марч    | Норман Мејн              |
| Адолф Менжу     | Оливер Најлс             |
| Меј Робсон      | бака Лети                |
| Енди Девајн     | Данијел „Дани“ Макгвајер |
| Лајонел Стандер | Мет Либи                 |
| Овен Мур        | Кејси Берк               |
| Пеги Вуд        | госпођица Филипс         |